# Giulia Salzano

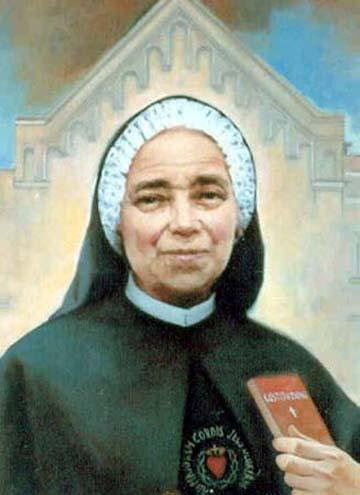
Giulia Salzano

Giulia Salzano (* 13. Oktober 1846 in Santa Maria Capua Vetere, Italien; † 17. Mai 1929 in Casoria, Italien) war eine italienische Ordensschwester und Gründerin der Suore Catechiste del Sacro Cuore S.C.S.C. (lat.: Congregatio Sororum Doctrinae Christianae Institutricum a SS. Corde Iesu, deutsch etwa Kongregation der Herz-Jesu-Schwestern für die Katechese). Sie wurde 2003 von der katholischen Kirche selig- und 2010 heiliggesprochen.

## Leben
Giulia Salzano war Religionslehrerin an einer Schule in Casoria bei Neapel, als sie auf Anraten von Kardinal Sisto Riario Sforza Kontakt mit Caterina Volpicelli, der Gründerin der Dienerinnen des Heiligsten Herzens Jesu von Caterina Volpicelli, aufnahm. Durch ihren Einfluss reifte in Giulia die Idee heran, eine Schwesternkongregation  zu gründen, die sich der religiösen Erziehung und der Herz-Jesu-Verehrung widmen sollte. Schließlich gründete sie im Jahr 1890 eine Erzieherinnengemeinschaft. Im Jahr 1905 wurde diese Schwesternkongregation anerkannt. Die diözesanrechtliche Errichtung geschah am 12. August 1920, die Satzung wurde vom Heiligen Stuhl am 4. Februar 1922 approbiert. Am 19. März 1960 wurde die Kongregation päpstlich anerkannt. Das Werk breitete sich nach Kanada, Brasilien, Peru, Kolumbien, den Philippinen, Indien und Indonesien aus.
Giulia Salzano wurde am 27. April 2003 von Papst Johannes Paul II. seliggesprochen. Ihre Heiligsprechung durch Papst Benedikt XVI. fand am 17. Oktober 2010 statt. Ihr Gedenktag in der Liturgie ist der 17. Mai.